# ツェツェ (核兵器プライマリ)
ツェツェ （英: Tsetse）は1950年代にアメリカで開発された熱核兵器においてプライマリとして利用された核分裂爆弾であり、単独でも核兵器として利用された。プライマリは核融合爆弾を起爆する（すなわち核融合反応を開始させる）ために使われる核分裂爆弾のことを表す術語である。
核兵器開発史研究家チャック・ハンセンによれば、ツェツェ はB43核爆弾、W44核弾頭、W50核弾頭、B57核爆弾、W59核弾頭に搭載された。
過去の資料から、これらの核兵器には共通する信頼性の問題があったことが分かっており、ハンセンが三重水素の核融合反応断面積の計算誤りを指摘している。しかし、1963年に締結・発効した部分的核実験禁止条約によって1960年代半ば以降は核実験が一時行われなくなり（この時期は核実験モラトリアムとも呼ばれる）、実験での確認がされていなかったため、問題が見つかって修正されたのはモラトリアム以後のことであった。このため、 パイソンと同じ問題を抱えることになってしまった。
ツェツェを利用した兵器の諸元は以下の通りである。
| ツェツェをプライマリとした核兵器 | ツェツェをプライマリとした核兵器 | ツェツェをプライマリとした核兵器 | ツェツェをプライマリとした核兵器 | ツェツェをプライマリとした核兵器 |
| -------------------------------- | -------------------------------- | -------------------------------- | -------------------------------- | -------------------------------- |
| モデル                           | 核出力 (kt)                      | 直径                             | 全長                             | 重量                             |
| B43                              | 1,000                            | 18インチ (46 cm)                 | 150-164インチ (380-420 cm)       | 2,060ポンド (930 kg)             |
| W44                              | 10                               | 13.75インチ (34.9 cm)            | 25.3インチ (64 cm)               | 170ポンド (77 kg)                |
| W50                              | 400                              | 15.4インチ (39 cm)               | 44インチ (110 cm)                | 410ポンド (190 kg)               |
| B57                              | 20                               | 14.75インチ (37.5 cm)            | 118インチ (300 cm)               | 490ポンド (220 kg)               |
| W59                              | 1,000                            | 16.3インチ (41 cm)               | 47.8インチ (121 cm)              | 550ポンド (250 kg)               |

ツェツェはこれらで共用されていることから、最小のW44に収まる寸法（直径 34.9 cm、全長 64 cm、重量 77 kg以内）であることが分かる。

## 参考資料
- Beware the old story, Chuck Hansen, Bulletin of the Atomic Scientists, March/April 2001 pp. 52-55 (vol. 57, no. 02)